# 千金榆
千金榆（学名：Carpinus cordata）是桦木科鹅耳枥属的植物。种名cordata  意为心形的。

## 形态
落叶乔木，高达18米。小枝及叶柄初时稍被毛，后无毛。卵状长椭圆形叶子，基部心形，侧脉直伸，具重锯齿，15～20对。春季开花，雌雄同株，柔夷花序。果穗上有多数叶状果苞，小坚果生于果苞基部。

## 分布
分布在日本、朝鲜半島以及中国大陆的东北、河南、陕西、甘肃、华北等地，生长于海拔500米至2,500米的地区，多生长于较湿润肥沃的阴山坡和山谷杂木林中，目前尚未由人工引种栽培。

## 异名
- Carpinus cordata Bl. var. brevistachyus Tung
- Carpinus cordata Bl. var. chinensis Franch.
- Carpinus cordata Bl. var. mollis (Rehd.) Cheng ex Chen